# China Daily
China Daily (kinesisk: 中国日报, pinyin: Zhōngguó Rìbào) er en engelsksproget avis, der udgives i Folkerepublikken Kina.
Avisen blev grundlagt i 1981 af Kinas kommunistiske parti, der stadig er dens ejer. Den fungerer således som talerør for regeringen. China Daily er den første og største engelsksprogede avis i landet.
Oplaget er ca. 200.000, hvoraf en tredjedel sælges i udlandet. Som konsekvens heraf trykkes en del af oplaget i Shanghai og New York City. Koncernen står bag 11 andre udgivelser, bl.a. magasiner og ugeblade.